# Psycho
«Psycho» — пісня британського рок-гурту Muse з їх сьомого альбому Drones, що був представлений публіці 12 березня 2015 як промо-запис. Пізніше, був опублікований на синглі «Dead Inside» як сторона Б. Основним рифом пісні став мотив, який вони використовували з 1999 року на концертах під час джему, у переходах між піснями.

## Список композицій
| CD сингл | CD сингл      | CD сингл   |
| #        | Назва         | Тривалість |
| -------- | ------------- | ---------- |
| 1.       | «Dead Inside» | 4:23       |
| 2.       | «Psycho»      | 5:17       |